# Rotondella
Rotondella é uma comuna italiana da região da Basilicata, província de Matera, com cerca de 3.234 habitantes. Estende-se por uma área de 76 km², tendo uma densidade populacional de 43 hab/km². Faz fronteira com Colobraro, Nova Siri, Policoro, Tursi, Valsinni.

## Demografia
| Variação demográfica do município entre 1861 e 2011                               |
|                                                                                   |
| Fonte: Istituto Nazionale di Statistica (ISTAT) - Elaboração gráfica da Wikipedia |